# Strzybniczek
Strzybniczek est une localité polonaise de la gmina de Rudnik, située dans le powiat de Racibórz en voïvodie de Silésie.